# NGC 1936
NGC 1936 = IC 2127 ist die Bezeichnung eines Emissionsnebels im Sternbild Dorado am Südsternhimmel. 
Das Objekt wurde am 27. September 1826 von dem britischen Astronomen James Dunlop entdeckt.